# Probithia praetereuns
Probithia praetereuns är en fjärilsart som beskrevs av Walker 1860. Probithia praetereuns ingår i släktet Probithia och familjen mätare. Inga underarter finns listade i Catalogue of Life.